# Theresa Zabell
Theresa Zabell Lucas (Ipswich, 22 maggio 1965) è un'ex velista spagnola.

## Palmarès
Olimpiadi
- 2 medaglie:
  - 2 ori (classe 470 a Barcellona 1992, classe 470 a Atlanta 1996).